# Boga jezik
Boga jezik (boka; ISO 639-3: bvw), čadski jezik skupine biu-mandara, kojim govori 10 000 ljudi (Blench 1990) u nigerijskoj državi Adamawa.
Pripada istoj podskupini kao i Ga’anda [gqa] i hwana [hwo]

## Vanjske poveznice
- Ethnologue (14th)
- Ethnologue (15th)